# Fingal (Tasmanie)
Pour les articles homonymes, voir Fingal (homonymie).
Fingal (338 habitants) est un petit village à l'est de la Tasmanie en Australie à 150 km au nord de Hobart sur la South Esk River et la Esk Highway.
Il a été créé en 1827 pour y accueillir des bagnards.